# Lista odcinków serialu Faking It
Poniżej znajduje się lista odcinków serialu telewizyjnego Faking It – emitowanego przez amerykańską stację telewizyjną  MTV od 22 kwietnia 2014 roku do 15 grudnia 2015 roku. W Polsce serial jest emitowany od 7 września 2014 roku przez MTV Polska.
| Sezon | Sezon | Odcinki | Oryginalna emisja | Oryginalna emisja | Oryginalna emisja | Oryginalna emisja    | Oryginalna emisja |
| Sezon | Sezon | Odcinki | Premiera sezonu   | Finał sezonu      | Premiera sezonu   | Finał sezonu         |                   |
| ----- | ----- | ------- | ----------------- | ----------------- | ----------------- | -------------------- | ----------------- |
|       | 1     | 8       | 22 kwietnia 2014  | 10 czerwca 2014   | 7 września 2014   | 26 października 2014 |                   |
|       | 2     | 20      | 31 sierpnia 2015  | 2 listopada 2015  | 8 lutego 2015     | 3 listopada 2015     |                   |
|       | 3     | 10      | 15 marca 2016     | 17 maja 2016      | 16 marca 2016     | 18 maja 2016         |                   |

## Sezon 1 (2014)
| Nr | # | Tytuł                      | Reżyseria      | Scenariusz       | Premiera MTV     | Premiera MTV Polska  |
| -- | - | -------------------------- | -------------- | ---------------- | ---------------- | -------------------- |
| 1  | 1 | Pilot                      | Jamie Travis   | Carter Covington | 22 kwietnia 2014 | 7 września 2014      |
| 2  | 2 | Homecoming Out             | Jamie Travis   | Carter Covington | 29 kwietnia 2014 | 14 września 2014     |
| 3  | 3 | We Shall Overcompensate    | Jamie Travis   | Drew Hancock     | 6 maja 2014      | 21 września 2014     |
| 4  | 4 | Know Thy Selfie            | Claire Scanlon | Megan Hearne     | 13 maja 2014     | 28 września 2014     |
| 5  | 5 | Remember the Croquembouche | Claire Scanlon | Carrie Rosen     | 20 maja 2014     | 5 października 2014  |
| 6  | 6 | Three to Tango             | Claire Scanlon | George Northy    | 27 maja 2014     | 12 października 2014 |
| 7  | 7 | Faking Up Is Hard to Do    | Jamie Travis   | Wendy Goldman    | 3 czerwca 2014   | 19 października 2014 |
| 8  | 8 | Burnt Toast                | Jamie Travis   | Carter Covington | 10 czerwca 2014  | 26 października 2014 |

## Sezon 2 (2015)
9 czerwca 2014 roku, stacja MTV ogłosiła zamówienie drugiego sezonu
| Nr | #  | Tytuł                              | Reżyseria      | Scenariusz                      | Premiera MTV         | Premiera MTV Polska  |
| -- | -- | ---------------------------------- | -------------- | ------------------------------- | -------------------- | -------------------- |
| 9  | 1  | The Morning Aftermath              | Claire Scanlon | Carter Covington                | 23 września 2014     | 8 lutego 2015        |
| 10 | 2  | You Can't Handle the Truth or Dare | Claire Scanlon | Megan Hearne                    | 30 września 2014     | 8 lutego 2015        |
| 11 | 3  | Lust in Translation                | Joe Nussbaum   | Diana Metzger                   | 7 października 2014  | 15 lutego 2015       |
| 12 | 4  | Lying Kings and Drama Queens       | Joe Nussbaum   | Wendy Goldman                   | 14 października 2014 | 15 lutego 2015       |
| 13 | 5  | Present Tense                      | Lee Rose       | George Northy                   | 21 października 2014 | 22 lutego 2015       |
| 14 | 6  | The Ecstasy and the Agony          | Lee Rose       | Dan Steele                      | 28 października 2014 | 22 lutego 2015       |
| 15 | 7  | Date Expectations                  | Patrick Norris | Carrie Rosen                    | 4 listopada 2014     | 1 marca 2015         |
| 16 | 8  | Zen and the Art of Pageantry       | Erin Ehrlich   | Stefanie Leder                  | 11 listopada 2014    | 1 marca 2015         |
| 17 | 9  | Karmic Retribution                 | Jamie Travis   | George Northy                   | 18 listopada 2014    | 8 marca 2015         |
| 18 | 10 | Busted                             | Jamie Travis   | Carter Covington & Carrie Rosen | 25 listopada 2014    | 8 marca 2015         |
| 19 | 11 | Stripped                           | JJamie Travis  | Carter Covington                | 31 sierpnia 2015     | 1 września 2015      |
| 20 | 12 | The Revengers: Age of the Monocle  | Jamie Travis   | Erica Peterson                  | 7 września 2015      | 8 września 2015      |
| 21 | 13 | Future Tense                       | Erin Ehrlich   | Wendy Goldman                   | 14 września 2015     | 15 września 2015     |
| 22 | 14 | Saturday Fight Live                | Erin Ehrlich   | Dan Steele                      | 21 września 2015     | 22 września 2015     |
| 23 | 15 | Boiling Point                      | Jamie Travis   | Stefanie Leder                  | 28 września 2015     | 29 września 2015     |
| 24 | 16 | Faking It... Again                 | Patrick Norris | Carrie Rosen                    | 5 października 2015  | 6 października 2015  |
| 25 | 17 | Prom Scare                         | Brian Dannelly | George Northy                   | 12 października 2015 | 13 października 2015 |
| 26 | 18 | Nuclear Prom                       | Linda Mendoza  | Dan Steele                      | 19 października 2015 | 20 października 2015 |
| 27 | 19 | The Deep End                       | Jeff Melman    | Stefanie Leder                  | 26 października 2015 | 27 października 2015 |
| 28 | 20 | School's Out                       | Jeff Melman    | Carrie Rosen & George Northy    | 2 listopada 2015     | 3 listopada 2015     |

## Sezon 3 (2016)
22 kwietnia 2015 roku, stacja zamówiła 3 sezon
| Nr | #  | Tytuł                    | Reżyseria      | Scenariusz                       | Premiera MTV     | Premiera MTV Polska |
| -- | -- | ------------------------ | -------------- | -------------------------------- | ---------------- | ------------------- |
| 29 | 1  | It's All Good            | Jamie Travis   | Carter Covington                 | 15 marca 2016    | 16 marca 2016       |
| 30 | 2  | Let's Hear It for the Oy | Jamie Travis   | Erica Peterson                   | 22 marca 2016    | 23 marca 2016       |
| 31 | 3  | Karmygeddon              | Jamie Travis   | Stefanie Leder                   | 29 marca 2016    | 30 marca 2016       |
| 32 | 4  | Jagged Little Heart      | Silas Howard   | Dan Steele                       | 5 kwietnia 2016  | 6 kwietnia 2016     |
| 33 | 5  | Third Wheels             | John Whitesell | George Northy                    | 12 kwietnia 2016 | 13 kwietnia 2016    |
| 34 | 6  | Spooking It              | Patrick Norris | Erica Peterson, Carter Covington | 19 kwietnia 2016 | 20 kwietnia 2016    |
| 35 | 7  | Game On                  | Melanie Mayron | Carrie Rosen                     | 26 kwietnia 2016 | 27 kwietnia 2016    |
| 36 | 8  | Untitled                 | Jeff Melman    | Dan Steele                       | 3 maja 2016      | 4 maja 2016         |
| 37 | 9  | Ex-Posed                 | Jeff Melman    | Stefanie Leder                   | 10 maja 2016     | 11 maja 2016        |
| 38 | 10 | Up in Flames             | Jeff Melman    | George Northy, Carrie Rosen      | 17 maja 2016     | 18 maja 2016        |